# Eulophia parvula
Eulophia parvula är en orkidéart som först beskrevs av Alfred Barton Rendle, och fick sitt nu gällande namn av Victor Samuel Summerhayes. Eulophia parvula ingår i släktet Eulophia och familjen orkidéer. Inga underarter finns listade i Catalogue of Life.